# Jack Shore
Jack Shore (Abertillery, Gales, 6 de febrero de 1995) es un artista marcial mixto británico que actualmente compite en la división de peso gallo de Ultimate Fighting Championship. Competidor profesional desde 2016, y es el antiguo campeón de peso gallo en la promoción Cage Warriors.

## Primeros años
Shore comenzó a practicar kick boxing a los 6 años, a instancias de su padre. Después de hacerlo durante 4 años, su padre abrió un gimnasio de MMA en 2007 y ha entrenado a Jack desde entonces.

## Carrera de artes marciales mixtas

### Cage Warriors
Hizo su debut como peso pluma contra Tyler Thomas en Pain Pit Fight Night 15: Renegade el 5 de marzo de 2016, y ganó por una sumisión en la primera ronda. Tres meses después, estaba programado para hacer su debut en Cage Warriors contra David Tonatiuh Crol en CWFC 76 el 4 de junio de 2016. Hizo uso de su superioridad en el agarre para derribar a Crol y someterlo con un estrangulamiento por detrás en el primer asalto. Shore estaba programado para enfrentar a Eddie Pobivanez en CWFC 79 el 15 de octubre de 2016. Ganó el combate por nocaut técnico en el segundo asalto.
Para su tercer combate con la promoción, se alejó de los eventos emblemáticos de Cage Warriors. Estaba programado para luchar contra el invicto Alexandros Gerolimatos en Cage Warriors FC: Academy Wales el 4 de marzo de 2017. Necesitó poco más de dos minutos para someter a Gerolimatos con un estrangulamiento por detrás.
Hizo su cuarta aparición con Cage Warriors en CWFC 83 el 6 de mayo de 2017, contra Konmon Deh. Shore ganó la pelea por una sumisión de barra de brazo en la primera ronda. Luego se enfrentó a Mattia Galbiati en CWFC 87 el 14 de octubre de 2017. Ganó el combate por nocaut en el tercer asalto. Estaba programado para enfrentarse a Ayton De Paepe en CWFC 89 el 25 de noviembre de 2017. Fue la última aparición de Shore como peso pluma con Cage Warriors. Ganó el combate por sumisión en el primer asalto.
Bajó de peso hasta el peso gallo para su séptima aparición con Cage Warriors. Estaba programado para luchar contra Vaughan Lee en CWFC 92: Super Saturday el 24 de marzo de 2018. Ganó el combate por decisión unánime. Extendió su racha de victorias a nueve combates con un nocaut técnico en el primer asalto de Weslley Maia en CWFC 97 el 29 de septiembre de 2018.

#### Campeón de peso gallo de Cage
Su racha de nueve victorias le valió la oportunidad de desafiar al actual campeón de peso gallo Mike Ekundayo en CWFC 100 el 8 de diciembre de 2018. Dominó a su colega invicto mediante derribos y golpes en el suelo, en camino a una victoria por nocaut técnico en el tercer asalto.
Estaba programado para hacer su primera defensa del título contra Scott Malone en CWFC 104 el 27 de abril de 2019. Ganó el combate con una sumisión por estrangulamiento en el tercer asalto.
El 29 de mayo de 2019, se anunció que había firmado con la UFC.

### Ultimate Fighting Championship
Hizo su debut en la promoción contra Nohelin Hernandez en UFC Fight Night: Hermansson vs. Cannonier el 28 de septiembre de 2019. Ganó el combate por sumisión en el tercer asalto. Esta victoria le valió el premio a la Actuación de la Noche.
Se esperaba que se enfrentara Geraldo de Freitas en UFC Fight Night: Woodley vs. Edwards el 21 de marzo de 2020. Sin embargo, todo el evento fue cancelado debido a la pandemia de COVID-19.
Estaba previsto que se enfrentara a Anderson dos Santos en UFC on ESPN: Kattar vs. Ige el 16 de julio de 2020. Sin embargo, dos Santos dio positivo por COVID-19 antes de salir de Brasil y fue sustituido por Aaron Phillips. Ganó el combate por sumisión en el segundo asalto.
Estaba programado para enfrentarse a Khalid Taha el 7 de noviembre de 2020 en UFC on ESPN: Santos vs. Teixeira. Sin embargo, fue retirado del combate a finales de octubre por una razón no revelada y sustituido por Raoni Barcelos.
Shore enfrentó a Hunter Azure en UFC on ABC: Vettori vs. Holland el 10 de abril de 2021. Ganó el combate por decisión dividida. 16 de los 16 miembros de los medios de comunicación puntuaron el combate para Shore.
Tenía previsto enfrentarse a Said Nurmagomedov el 4 de septiembre de 2021 en UFC Fight Night: Brunson vs. Till. Sin embargo, Nurmagomedov fue retirado del evento por problemas de visa, y fue sustituido por Zviad Lazishvili. A su vez, Lazishvili se retiró del combate por lesión y fue sustituido por Liudvik Sholinian. Ganó el combate por decisión unánime.
Shore enfrentó a Timur Valiev en el UFC Fight Night: Volkov vs. Aspinall el 19 de marzo de 2022. Ganó por decisión unámine.
Shore enfrentó a Ricky Simón el 16 de julio de 2022 en UFC on ABC 3. Perdió la pelea mediante una sumisión en el segundo asalto.
Estaba previsto que Shore enfrentara a Kyler Phillips el 19 de noviembre de 2022 en UFC Fight Night 215. Sin embargo, Shore sufrió "una grave lesión en la rodilla" y se esperaba que no regresara a las competiciones antes de finales de 2022.
Shore enfrentó a Makwan Amirkhani el 18 de marzo de 2023 en UFC 286. Ganó la pelea mediante una sumisión en el segundo asalto.
Shore enfrentó a Joanderson Brito el 3 de mayo de 2024 en UFC 301. Shore perdió la pelea por nocaut técnico, como resultado de una interrupción médica después de que una patada le provocara una herida en la pierna.
Shore se enfrentó a Youssef Zalal el 2 de noviembre de 2024 en UFC Fight Night 246. Perdió la pelea por un estrangulamiento de triángulo de brazo en el segundo asalto.

## Campeonatos y logros

### Artes marciales mixtas
- Ultimate Fighting Championship
  - Actuación de la Noche (dos veces) vs. Nohelin Hernandez / Timur Valiev[18][31]
- Cage Warriors
  - Campeonato de peso gallo de la CWFC (una vez; ex)[3]
    - Una exitosa defensa del título[16]

## Récord en artes marciales mixtas
| Resultado | Récord | Oponente               | Método                                 | Evento                                    | Fecha                    | Ronda | Tiempo | Localización            | Notas                                                |
| --------- | ------ | ---------------------- | -------------------------------------- | ----------------------------------------- | ------------------------ | ----- | ------ | ----------------------- | ---------------------------------------------------- |
| Derrota   | 17-2   | Joanderson Brito       | TKO (parada médica)                    | UFC 301                                   | 4 de mayo de 2024        | 2     | 3:35   | Río de Janeiro          |                                                      |
| Victoria  | 17-1   | Makwan Amirkhani       | Sumisión (estrangulamiento por detrás) | UFC 286                                   | 18 de marzo de 2023      | 2     | 4:27   | Londres                 | Regreso a Peso pluma.                                |
| Derrota   | 16-1   | Ricky Simón            | Sumisión (estrangulamiento de brazo)   | UFC on ABC: Ortega vs. Rodríguez          | 16 de julio de 2022      | 2     | 3:28   | Long Island, Nueva York |                                                      |
| Victoria  | 16-0   | Timur Valiev           | Decisión (unánime)                     | UFC Fight Night: Volkov vs. Aspinall      | 19 de marzo de 2022      | 3     | 5:00   | Londres                 |                                                      |
| Victoria  | 15-0   | Liudvik Sholinian      | Decisión (unánime)                     | UFC Fight Night: Brunson vs. Till         | 4 de septiembre de 2021  | 3     | 5:00   | Las Vegas, Nevada       |                                                      |
| Victoria  | 14-0   | Hunter Azure           | Decisión (dividida)                    | UFC on ABC: Vettori vs. Holland           | 10 de abril de 2021      | 3     | 5:00   | Las Vegas, Nevada       |                                                      |
| Victoria  | 13-0   | Aaron Phillips         | Sumisión (estrangulamiento por detrás) | UFC on ESPN: Kattar vs. Ige               | 16 de julio de 2020      | 2     | 2:29   | Abu Dhabi               |                                                      |
| Victoria  | 12-0   | Nohelin Hernandez      | Sumisión (estrangulamiento por detrás) | UFC Fight Night: Hermansson vs. Cannonier | 28 de septiembre de 2019 | 3     | 2:51   | Copenhague              | Actuación de la Noche.                               |
| Victoria  | 11-0   | Scott Malone           | Sumisión (estrangulamiento por detrás) | Cage Warriors FC 104                      | 27 de abril de 2019      | 3     | 2:28   | Cardiff                 | Defendió el Campeonato de Peso Gallo de la CWFC.     |
| Victoria  | 10-0   | Mike Ekundayo          | TKO (puñetazos)                        | Cage Warriors FC 100                      | 8 de diciembre de 2018   | 3     | 4:07   | Cardiff                 | Ganó el vacante Campeonato de Peso Gallo de la CWFC. |
| Victoria  | 9-0    | Weslley Maia           | TKO (codazos y puñetazos)              | Cage Warriors FC 97                       | 29 de septiembre de 2018 | 1     | 2:51   | Cardiff                 |                                                      |
| Victoria  | 8-0    | Vaughan Lee            | Decisión (unánime)                     | Cage Warriors FC 92: Super Saturday       | 24 de marzo de 2018      | 3     | 5:00   | Londres                 | Debut en el peso gallo.                              |
| Victoria  | 7-0    | Ayton De Paepe         | Sumisión (estrangulamiento por detrás) | Cage Warriors FC 89                       | 25 de noviembre de 2017  | 1     | 3:04   | Amberes                 |                                                      |
| Victoria  | 6-0    | Mattia Galbiati        | KO (rodillazo)                         | Cage Warriors FC 87                       | 14 de octubre de 2017    | 3     | 4:14   | Newport                 |                                                      |
| Victoria  | 5-0    | Konmon Deh             | Sumisión (barra de brazo)              | Cage Warriors FC 83                       | 6 de mayo de 2017        | 1     | 4:46   | Newport                 |                                                      |
| Victoria  | 4-0    | Alexandros Gerolimatos | Sumisión (estrangulamiento por detrás) | Cage Warriors FC: Academy Wales           | 4 de marzo de 2017       | 1     | 2:03   | Newport                 |                                                      |
| Victoria  | 3-0    | Eddie Pobivanez        | TKO (puñetazos)                        | Cage Warriors FC 79                       | 15 de octubre de 2016    | 2     | 2:11   | Newport                 |                                                      |
| Victoria  | 2-0    | David Tonatiuh Crol    | Sumisión (estrangulamiento por detrás) | Cage Warriors FC 76                       | 4 de junio de 2016       | 1     | 3:36   | Newport                 |                                                      |
| Victoria  | 1-0    | Tyler Thomas           | Sumisión (estrangulamiento por detrás) | Pain Pit Fight Night 15: Renegade         | 5 de marzo de 2016       | 1     | 1:48   | Ebbw Vale               | Debut en el peso pluma.                              |